# Ubatuba
Ubatuba is een Braziliaanse gemeente in de staat São Paulo. De gemeente ligt ongeveer op 240 km afstand van de stad São Paulo. De oppervlakte van de gemeente bedraagt 712,12 km², waarvan 83% zich in het stadspark Serra do Mar bevindt. Met circa 70 stranden en 16 eilanden is Ubatuba tevens een badplaats en toeristische trekpleister. Ubatuba heeft een Mata Atlântica-vegetatie en bezit 86% van haar oorspronkelijke vegetatie. Haar naam is afkomstig uit de taal der Tupi en betekent "vele kano's".

## Geschiedenis
Voor de komst van Europeanen werd Ubatuba bewoond door Tupinambá-indianen en heette toen Uwatibi. De Indianen bouwden kano's om
te varen en gingen op jacht naar voedsel. Met de komst van de Portugezen werden zij als slaven tewerkgesteld op suikerrietplantages. Daarom vormde zij een alliantie met de Fransen en gingen in het verzet tegen de Portugezen. Dientengevolge stuurden de Portugezen in 1563 twee jezuïeten naar het gebied om vrede met de Indianen te sluiten. De Indianen vertrouwden het echter niet en gijzelden een van de jezuïeten. Daarna werd een vredesverdrag gesloten, dat als oudste vredesverdrag van de Amerika's wordt beschouwd. Met de vrede jaagden de Portugezen zowel de Fransen als de Indianen weg.
In 1600 begon de kolonisatie van het gebied. Op 28 oktober 1637 werd het dorp Vila Nova da Exaltação à Santa Cruz do Salvador de Ubatuba gesticht. De productie van rietsuiker groeide tegen het einde van de zeventiende eeuw op, maar zakte in 1787 weer in. In 1855 werd het dorp gepromoveerd tot gemeente.
Ubatuba krijgt in 1932 een permanente verbinding met de Vale do Paraíba, hetgeen het toerisme in impuls geeft. Dit wordt verder versterkt met de aanleg van een nieuwe snelweg tussen Rio de Janeiro en Santos in 1972.

## Aangrenzende gemeenten
De gemeente grenst aan Caraguatatuba, Cunha, Natividade da Serra, São Luís do Paraitinga en Paraty (RJ).

## Verkeer en vervoer
De plaats ligt aan de noord-zuidlopende weg BR-101 tussen Touros en São José do Norte. Daarnaast ligt ze aan de wegen BR-383, SP-055 en SP-125.

## Stedenbanden
Zustersteden van Ubatuba:
- Campinas, Brazilië

## Galerij

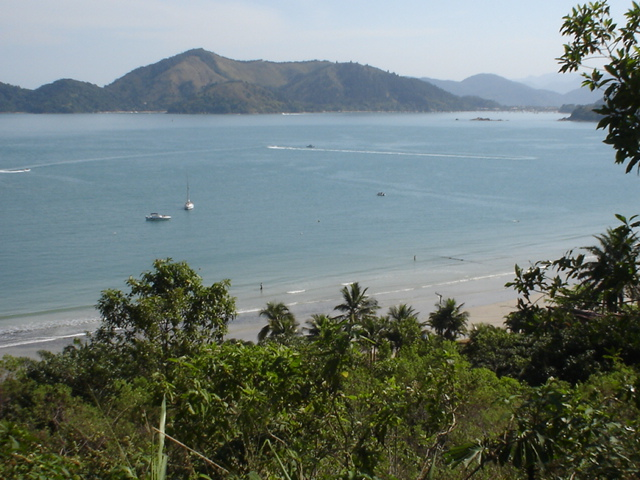
Het strand Praia da Enseada